# Кабанов, Андрей Сергеевич
Андрей Сергеевич Кабано́в (род. 14 февраля 1946 г.) — российский фольклорист, собиратель, исследователь и исполнитель народных песен, один из лидеров современного фольклорного движения, основатель практической и экспериментальной фольклористики.
Автор научных работ по фольклору и социо-культурному проектированию. Основное направление научной деятельности посвящено сохранению традиционной культуры в условиях современного города и последующему возвращению её в места исконного бытования.

## Биография
Андрей Сергеевич Кабанов родился в центре Москвы, в семье военного инженера Сергея Ивановича и биолога Елены Сергеевны Кабановых. Родители рано заметили музыкальную одаренность сына и направили его учиться в Центральную среднюю специальную музыкальную школу (знаменитую ЦМШ). В своих первых фольклорных экспедициях Андрей Сергеевич оказался будучи школьником. Его бабушка, Софья Ивановна Юркевич, автор книг по русской литературе для школьников, услышала радиопередачу о фольклорных экспедициях и посоветовала внуку в летние каникулы, после окончания 10-го класса отправиться собирать фольклор. Экспедиции в деревни Ковровского р-на Владимирской обл. и станицу Слащёвская Кумылженского р-на Волгоградской обл. летом 1963 г. определили более чем полувековой путь будущего этномузыколога. Ощущение внутренней свободы, знакомое всем участникам фольклорных экспедиций, встречи с самобытными людьми, обилие свадебных и хороводных песен, владимирские пейзажи, будто бы сошедшие со страниц повести Владимира Солоухина «Владимирские проселки» — весь этот необыкновенный мир очаровал московского юношу и повлиял на его выбор — поступление на теоретико-композиторский факультет Московской консерватории в 1964 г.

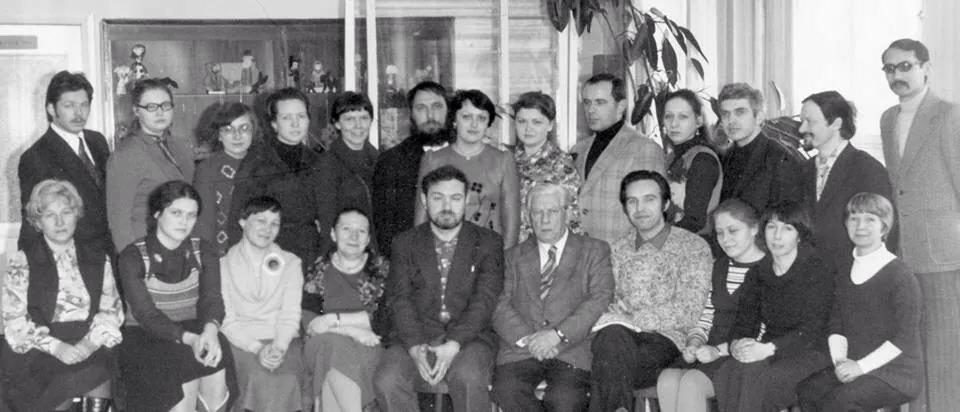
Участники Всероссийской конференции молодых фольклористов «Традиционный фольклор и современность». А. С. Кабанов (нижний ряд, четвёртый справа) сидит рядом с Е. В. Гиппиусом. 1978 г.

Уже на первом курсе Андрей Кабанов работал в Кабинете народной музыки Московской консерватории, расшифровывал сложнейшие записи казачьих песен и с 1966 г. был зачислен в штат старшим лаборантом. В консерватории его педагогами были выдающиеся мастера: этномузыковед Анна Васильевна Руднева и специалист по музыкальным культурам малочисленных народов Игорь Аркадьевич Богданов.
В 1969 г. Кабанов на отлично защищает дипломную работу по теме «Дискант как особый подголосок донской казачьей песни» (руководитель А. В. Руднева) и начинает сотрудничество с ещё одним выдающимся исследователем народной музыки — Евгением Владимировичем Гиппиусом, который приглашает молодого специалиста на работу в Фольклорную комиссию Союза композиторов РСФСР на должность старшего консультанта. С 1973 по 1976 гг. Андрей Сергеевич участвует в уникальном проекте — создании Генерального каталога русской народной песни. Одной из основных задач проекта был анализ внутренней композиции народной песни. Разновременные записи народных песен казались неисчерпаемым колодцем, но постепенно вырисовывались контуры общего национального свода, необходимость создания которого сформировал ещё в 1889 г. Н. М. Лопатин. Впоследствии на базе каталога вышел уникальный двухтомный нотографический указатель русской народной музыки. Именно тогда, во время поиска единой методологии по созданию каталога А. С. Кабанов разработал собственный метод «отбора» из бесчисленного множества песенных вариантов таких «репрезентативных музыкальных образцов», на которых современный человек может не только учиться воспринимать красоту народной песни, но и приобщаться к этому искусству через обучение и исполнение.
Во время работы над каталогом было проанализировано огромное количество уже вышедших публикаций народных песен, вместе с тем составителями постепенно преодолевался взгляд на фольклор как на искусство прошлого. Так, по совету главного редактора свода Дмитрия Шостаковича в подготовленный свод напевов былин также были включены «современные» записи, сделанные в хуторах Яминский и Лукьяновский Волгоградской области. Расшифровка современных записей, сделанных в казачьих хуторах и станицах, приводит исследователя к теоретическому осознанию типологии казачьих напевов.

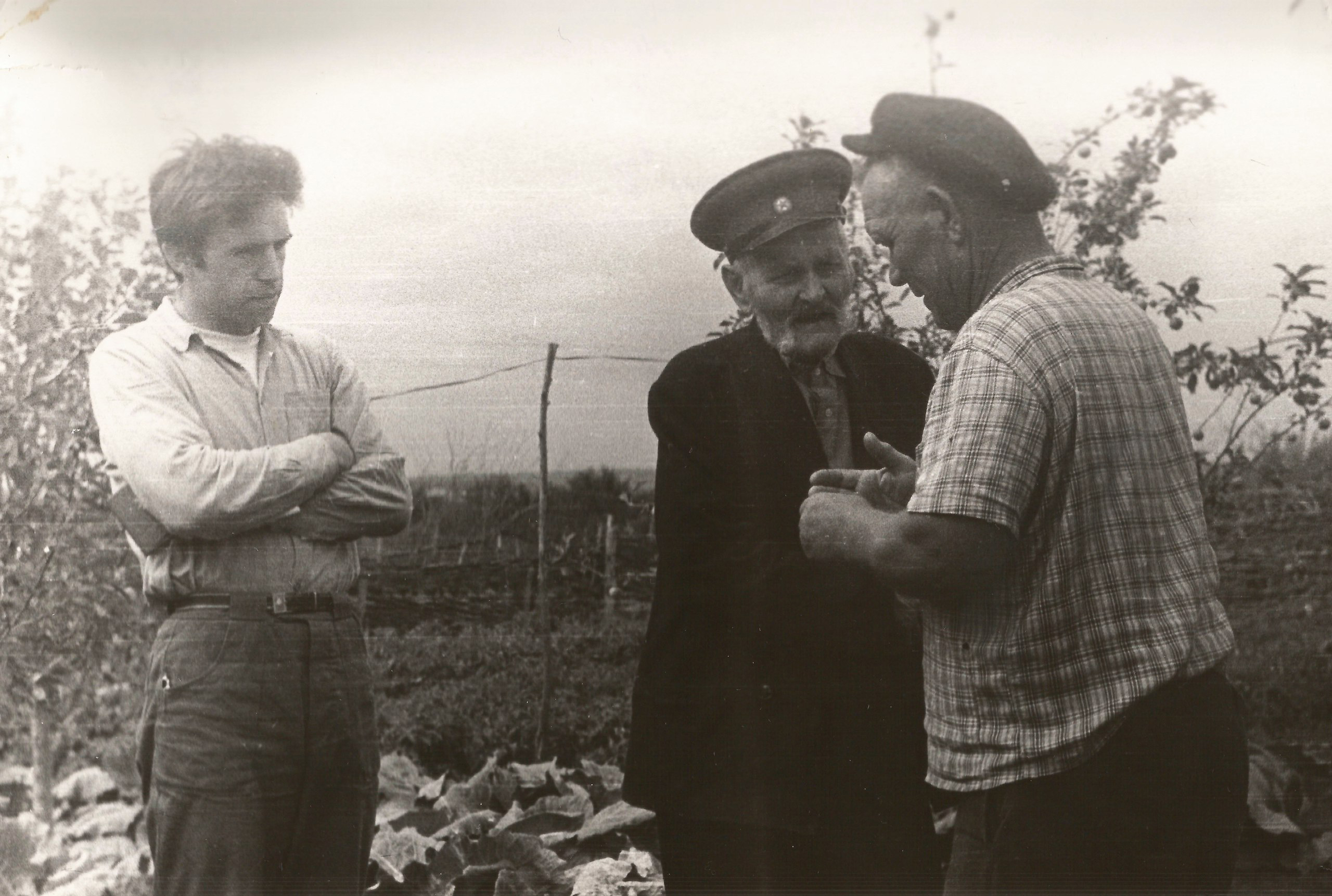
А. С. Кабанов в ходе фольклорной экспедиции беседует со станичниками хутора Зимняцкий Серафимовичского района Волгоградской области. 1972 г.

Вместе с тем Андрея Сергеевича Кабанова все больше увлекает идея бытования традиционной песни как формы городского досуга. Он переходит на работу в Московский государственный институт культуры, где с 1976 по 1991 гг. в качестве старшего научного сотрудника активно участвует в различных проектах по исследованию русской этнической культуры под руководством выдающегося социолога и культуролога Валентины Федоровны Чесноковой. Андрей Сергеевич разрабатывает методологию исследования типов ансамблей и хоров, исполняющих народные музыкальные произведения, формирует научные определения таких понятий, как «народный хор», «песенный коллектив», разрабатывает систему признаков аутентичности исполнения фольклора. Серьезно занимаясь изучением традиционной казачьей песни, интерпретируя её как особый музыкальный мир, он понимает, что эта культура находится «на излете», осознает, что среднее и молодое поколения в станицах и хуторах теряют интерес к исполнению традиционных казачьих песен. Тогда Кабанов формулирует для себя стратегию сохранения народной музыкальной культуры: необходимо перенести «живое» звучание песни в городскую среду с помощью тех, кто заинтересован в её исполнении (студентов, преподавателей народной музыки, одаренных любителей) с тем, чтобы в будущем, когда локальная песня окажется неизбежно забытой, иметь возможность вернуть образцы народной музыкальной культуры в исконное место её бытования. Отныне первостепенное значение он придает не публикациям произведений музыкального фольклора, не магнитофонным полевым записям, а именно «живому звучанию песни». Практика собственного исполнительства и глубокое познание народной музыки (вплоть до философии её звучания) дают удивительные научно-практические результаты. Так, Андрей Сергеевич стоял у истоков создания знаменитого Ансамбля Дмитрия Покровского, который первоначально назывался «Экспериментальный ансамбль народной музыки под руководством Дмитрия Покровского», — явления, открывшего городской интеллигенции феномен народной песни. Основная часть репертуара, исполняемая ансамблем, состояла из ярких образцов, записанных, расшифрованных и проанализированных Андрей Сергеевичем Кабановым. Во время работы научным консультантом в ансамбле он разработал авторскую методику овладения традицией (с сохранением её стилевых черт) в условиях города.
С целью сохранения уникальных образцов музыкального исполнения Андрей Сергеевич осуществляет ряд проектов совместно с фирмой «Мелодия»: песни фольклорного коллектива из хутора Яминский и казачьего хора из станицы Усть-Бузулукская (Алексеевского р-на Волгоградской обл.), песни народных исполнителей Белгородской, Тульской и Смоленской областей, Краснодарского края. Его аннотации к выпущенным грампластинкам раскрывают стилистические особенности местных традиций и обучают современного слушателя восприятию народной музыки.
Собирательская деятельность Андрея Сергеевича распространяется на географию всей страны. Личный архив ученого насчитывает более 20000 звукозаписей, выполненных за 50-летие полевых исследований в следующих областях:
- Архангельской обл. (1965, 1971, 1976 гг.),
- Белгородской обл. (1987 г.),
- Брянской обл. (2004, 2005 гг.),
- Владимирской обл. (1963, 1989 гг.),
- Волгоградской обл. (1966, 1967, 1968, 1969, 1970, 1971, 1972, 1973, 1974, 1979, 1980, 1982, 1983, 1984, 1990, 2004, 2005, 2006, 2009, 2010, 2013, 2014, 2015, 2016 гг.),
- Воронежской обл. (1971, 1990 гг.),
- Калужской обл. (1995, 2011 гг.),
- Краснодарском крае (1968, 2008, 2009 гг.),
- Курской обл. (1968 г.),
- Липецкой обл. (1968 г.),
- Ростовской обл. (1969, 2003, 2011 гг.),
- Смоленской обл. (2002, 2004, 2005, 2006 гг.),
- Ставропольском крае (1971 г.),
- Татарской АССР (1989 г.),
- Чечено-Ингушской АССР (1968, 1970 гг.).

Кабанов одним из первых внедрил метод многоканальной записи народной песни в полевую практику этномузыкологов (с 1971 г.) и последовательно отстаивал приоритет исследований, основанных именно на анализе многоканальных записей.

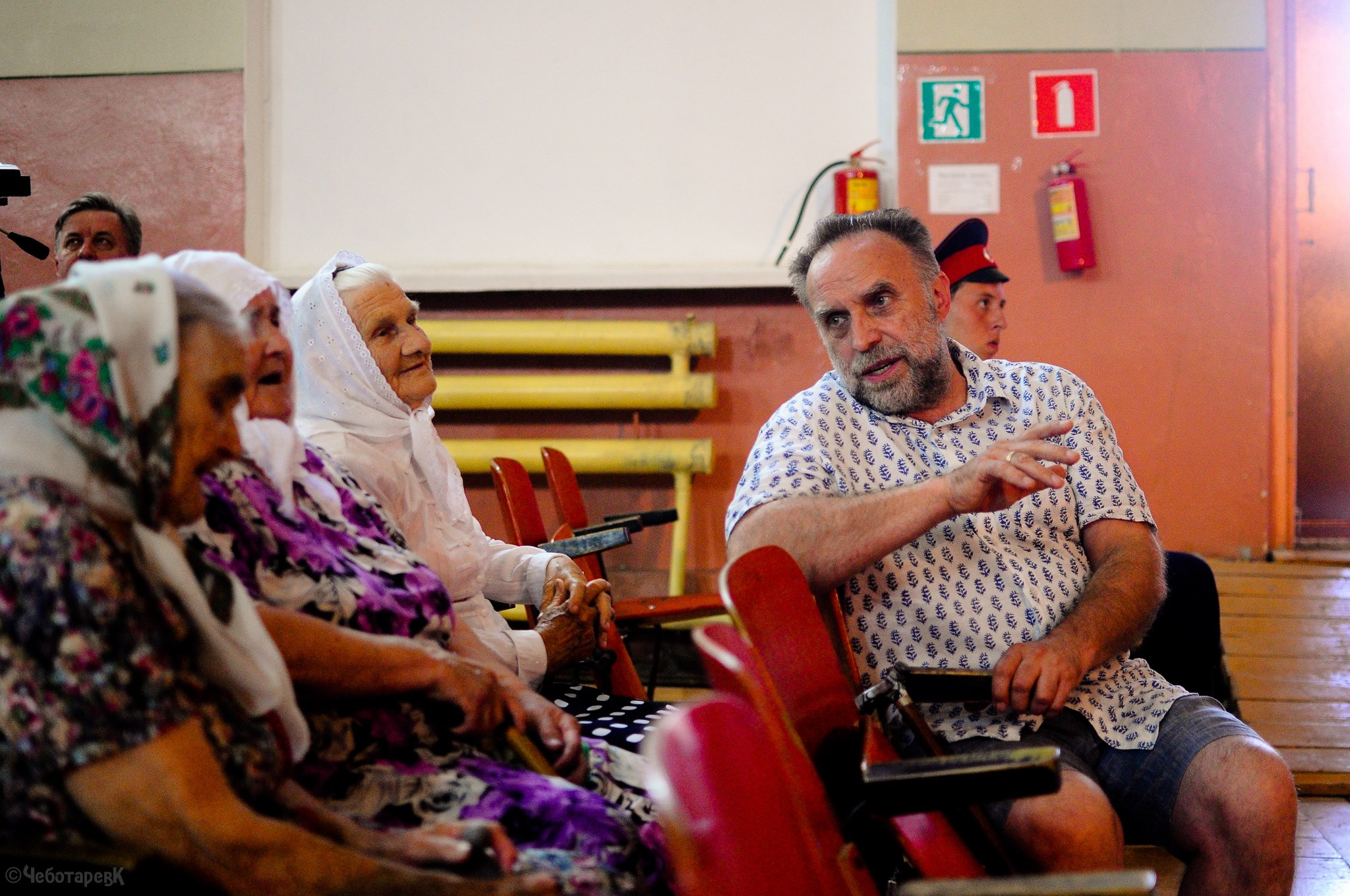
Творческая встреча А. С. Кабанова с местными жителями в станице Усть-Бузулукская, 2015 г.

Невозможно переоценить вклад Андрея Сергеевича Кабанова в дело популяризации народной музыкальной культуры. С 1966 г. в Москве и других крупных городах стали проходить этнографические концерты. Интерес к собственной истории и фольклору (и в частности к локальной традиции) возник во многом как антитеза широко насаждаемым стереотипам социалистической культуры и её неотъемлемой части — исполнению стилизованных, псевдофольклорных произведений. Постепенно в стране сформировалось новое культурное явление — молодежное фольклорное движение, одним из лидеров которого стал Андрей Сергеевич. Он занимался практической разработкой способов сохранения народной музыкальной культуры в современном городе. При его непосредственном деятельном участии были созданы такие фольклорные коллективы, как «Казачий круг», «Живая песня» (совм. с В. Н. Медведевой), «Карусель» (совм. с Е. Краснопевцевой и В. Алексеевым), «Измайловская слобода» (совм. с Ж. Кабановой).
В 1989 г. в научных кругах начинает обсуждаться идея создания Института русского фольклора. Кабанов принимает активное участие в разработке его научно-методологической концепции. В результате на базе сектора фольклора НИИ Культуры создается Центр русского фольклора, в котором продолжает работать Андрей Сергеевич. Он является членом правления Российского фольклорного союза (с 1989 г.), принимает участие в работе жюри фольклорных конкурсов и фестивалей как федерального, так и международного уровней.
С 2013 по 2016 год Андрей Сергеевич работает в должности ведущего научного сотрудника в Государственном центре русского фольклора и вместе с Д. В. Морозовым организует и проводит проект «Постоянно действующая фольклорно-этнографическая школа на Дону» в рамках федеральной целевой программы «Культура России 2012—2018 годы».

## Педагогическая деятельность
Андрей Сергеевич многие годы активно занимается педагогической деятельностью. Он преподавал народное музыкальное творчество в Московском государственном институте культуры (1975), в Государственном музыкально-педагогическом институте им. Гнесиных (1981—1982), в Московском педагогическом государственном университете (2015—2016). Как исследователь и педагог Андрей Сергеевич ведет постоянные мастер-классы с профессиональными и любительскими коллективами в Волгограде, Чите, Владивостоке, Омске, Новосибирске, Тюмени, Перми, Саратове, Казани, Костроме, Краснодаре, Судже, Воронеже, Москве и Санкт-Петербурге, семинары-практикумы по традиционной культуре «На речке Камышинке» и многие другие. Руководит Лабораторией практической фольклористики и фольклорным ансамблем «Камышинка». За все эти годы количество его учеников достигло нескольких тысяч человек.

## Публикации
- Кабанов А. С. К проблеме сохранения песенной фольклорной традиции в современных условиях // Художественная самодеятельность: вопросы развития и руководства. Сб. науч. тр. НИИ культуры. № 88. М., 1980. С. 80—106.
- Кабанов А. С. Многоголосие и ритмика протяжной песни донских казаков // Проблемы взаимодействия самодеятельного и профессионального художественного творчества. Сб. науч. тр. НИИ культуры. № 110. М., 1982. С. 99—143.
- Кабанов А. С. Структура песенного репертуара в традиционных фольклорных коллективах донских казаков // Репертуар художественной самодеятельности: Современность традиций. М., 1983. С. 131—157.
- Кабанов А. С. Воспитательное воздействие музыкального фольклора на участников художественной самодеятельности // Художественная самодеятельность. Традиции, мастерство, воспитание. Сб. науч. тр. НИИ культуры. № 141. М., 1985. С. 15—30.
- Кабанов А. С. Молодежное фольклорное движение в городах // Молодежь и культура. Проблемы досуга, художественного творчества, становления личности. Сб. науч. тр. НИИ культуры. № 137. М., 1985. С. 71—90.
- Кабанов А. С. Современные фольклорные коллективы в городе. Методические рекомендации (В помощь руководителям и участникам городских молодежных фольклорных коллективов). М., 1986.
- Кабанов А. С. Перспективы фольклорного движения в современном народном творчестве. Методические рекомендации. М., 1989.
- Кабанов А. С. коллективы досуговой ориентации в городе (недоступная ссылка) // Народное музыкальное искусство Чувашии. Чебоксары, 1991. С. 16—33.
- Кабанов А. С. Постоянно действующая песенная экспедиция на Дону: замысел и пути осуществления // Сохранение и возрождение фольклорных традиций. Сб. науч. тр. Вып. 2: В двух частях. Ч. 1. М.: ГРЦРФ, 1993. С. 167—171.

## Дискография
- Песни донских казаков. Фольклорный коллектив хутора Яминский Алексеевского района Волгоградской области. Руководитель Василий Сидоров. 1981. С22-16991-004.
- Казачьи народные песни. Казачий народный хор станицы Усть-Бузулукская Волгонрадской области. Играют народные исполнители Белгородской, Тульской и Смоленской областей. 1977. С20-09049-50.
- Казачьи народные песни. Поют народные исполнители хутора Зимняцкий Волгоградской области и станицы Казанской Краснодарского края. 1977. С20-09231-2.
- Русские и украинские народные песни. Фольклорный ансамбль хутора Нижний Ерохин Ростовской области. Фольклорный ансамбль хутора Туркино Краснодарского края. 1977. С20-09749-50.

## Мультимедийные публикации
- Протяжные песни станицы Усть-Бузулукской Алексеевского района Волгоградской области
- Казачья традиция протяжного пения в хуторе Яминский Алексеевского района Волгоградской области
- Мужская певческая традиция хоперских казаков хутора Гущинский Алексеевского района Волгоградской области
- Выдающиеся исполнители казачьих протяжных песен Т. Р. Миронов и К. Л. Морозов из станицы Червленая Чеченской Республики
- Донская протяжная песня певческой школы станицы Федосеевской Кумылженского района Волгоградской области
- Песенное наследие мужского фольклорного коллектива станицы Распопинская Клетского района Волгоградской области
- Певческое искусство терских казаков станицы Наурской Чеченской республики
- Традиция протяжных песен станицы Глазуновская Кумылженского района Волгоградской области
- Традиция мужского протяжного пения хутора Самолшинский Алексеевского района Волгоградской области
- Вокальное многоголосие хутора Зимняцкий Серафимовичского района Волгоградской области
- Традиция протяжного пения хоперских казаков станицы Слащевская Кумылженского района Волгоградской области
- Традиция лирических песен города Ельня Ельнинского района Смоленской области

### Видео
- Фолк-презентация. Выпуск № 2. «Не по морю было по морюшку» (2017)
- Фолк-презентация. Выпуск № 1. «Не во далече было» (2017)
- Зарисовка о казачьей песне и ансамбле-лаборатории «Камышинка» (рук. А. С. Кабанов) (2016)
- Ансамбль «Камышинка» (рук. А. С. Кабанов) выступает в станице Кумылженской (2014)
- Фильм «Казаки» из цикла «Мировая Деревня» Сергея Старостина, посвященный 50-летию А. С. Кабанова (1996)
- А. С. Кабанов в фильме «Казачья старина» из цикла «Мировая деревня» Сергея Старостина (1994)
- А. С. Кабанов проводит поканальную запись в Никольском СДК (1990)